# Елевтерије Илирски
Елевтерије Илирски је ранохришћански светитељ из 2. века.
Рођен је у Риму, у кући богатих родитеља. Рано остаје без оца и одлази у службу код епископа римског Анаклета. У петнаестој години рукоположен је у чин ђакона, у осамнаестој за свештеника. У својој двадесетој години изабран је за епископа Илирије.
У то време римски цар Хадријан као велики поборник идолопоклонства, започео је велики прогон хришћана. Елевтерије је тада ухапшен и изведен на суд. 
Осуђен је на тешке муке, које је стојички подносио што је охрабрило многе хришћане, и многе идолопоклонике навело да приме хришћанство. Након дуготрајног мучења, цар Хадријан наредио је да Елевтерију мачем одсеку главу. Пострадао је заједно са мајком блаженом Антијом 120. године.
Православна црква прославља светог Елевтерија 15. децембра по јулијанском календару.